# Милентије Поповић
Милентије Поповић (Црна Трава, код Лесковца, 7. јул 1913 — Београд, 8. мај 1971) био је учесник Народноослободилачке борбе, друштвено-политички радник СФРЈ и СР Србије и јунак социјалистичког рада. У периоду од 16. маја 1967. до 8. маја 1971. године обављао је дужност председника Савезне скупштине СФР Југославије.

## Биографија
Рођен је 7. јула 1913. године у Црној Трави, код Лесковца. Основну школу је завршио у родном месту, а гимназију у Лесковцу. Године 1937. је завршио Технички факултет у Београду.
Као студент приступио је револуционарном студентском покрету и учествовао у многим акцијама студената Београдског универзитета. Био је активан и у „Друштву инжењера и техничара“. Члан Савеза комунистичке омладине Југославије (СКОЈ) постао је 1933, а Комунистичке партије Југославије (КПЈ) 1939. године. Најпре је био партијски инструктор Окружног комитета КПЈ за Београд, а на Петој земаљској конференцији, одржаној октобра 1940. године у Загребу, постављен је за инструктора Покрајинског комитета КПЈ за Србију. Јануара 1941. године је у Загребу, завршио партијски курс и постао члан Агитпропа (одељења за агитацију и пропаганду) Покрајинског комитета КПЈ за Србију.
После Априлског рата и окупације Краљевине Југославије, 1941. године остао је у окупираном Београду и учествовао у организовању оружаних акција и диверзија. Од јула до септембра 1941. године био је члан Трећег рејонског комитета КПЈ, а после хапшења Милоша Матијевића Мрше, крајем септембра 1941. године, преузео је дужност секретара Месног комитета КПЈ за Београд. Због немогућности даљег илегалног боравка у Београду, крајем октобра 1941. године прешао је на ослобођену територију.
Током Народноослободилачке борбе обављао је дужности руководиоца Политодјела Четврте пролетерске црногорске ударне бригаде и политичког комесара Официрске школе при Врховном штабу НОВ и ПОЈ. Био је већник на Другом заседању АВНОЈ-а, посланик Антифашистичке скупштине народног ослобођења Србије и Привремене народне скупштине Демократске Федеративне Југославије.

### Послератни период
После ослобођења Југославије, обављао је разне одговорне друштвено-политичке дужности у СР Србији и СФР Југославији:
- повереник за унутрашње послове НР Србије у првој влади др Благоја Нешковића, од 1944. до 1946.
- председник Планске комисије у другој влади др Благоја Нешковића, од 1945. до 1948.
- министар спољне трговине у Влади ФНР Југославије,
- министар финансија у Влади ФНР Југославије,
- члан Савезног извршног већа (СИВ), од 1953.
- председник Савезног савета за научни рад, од 1958.
- генерални секретар Савезне конференције ССРН Југославије, од 1963. до 1967.
- председник Савезне скупштине СФРЈ, од 16. маја 1967. до 8. маја 1971.

Више пута је биран за народног посланика Скупштине Србије и Савезне скупштине СФРЈ. За члана Централног комитета Савеза комуниста Југославије биран је од Петог до Осмог конгреса СКЈ. На Четвртом пленуму ЦК СКЈ, јула 1966. године изабран је за члана Извршног комитета СКЈ, а октобра исте године и за члана Председништва ЦК СКЈ. На Деветом конгресу СКЈ, поново је изабран за члана Председништва ЦК СКЈ. Био је члан Савета федерације и Савета народне одбране. Имао је чин генерал-мајора ЈНА у резерви.
Преминуо је 8. маја 1971. године у Београду, док је био на функцији председника Савезне скупштине СФРЈ. Сахрањен је у Алеји заслужних грађана на Новом гробљу у Београду.

## Дела и одликовања
Бавио се публицистичким радом. Објавио је више расправа и чланака о економским проблемима, развитку социјализма, као и три књиге с истом тематиком: 
- О економским односима између социјалистичких земаља, Београд, 1950. година
- Друштвени значај научноистраживачког рада, Београд, 1960. година
- Од етатизма ка самоуправљању, Бечеј, 1970. година

Носилац је Партизанске споменице 1941. и више других југословенских одликовања, међу којима су Орден народног ослобођења, Орден заслуга за народ са златном звездом, Орден братства и јединства са златним венцем и Орден за храброст. Постхумно је одликован Орденом јунака социјалистичког рада, 10. маја 1971. године.
По њему је названа Улица Милентија Поповића на Новом Београду. Овде се налази Спомен-биста Милентију Поповићу у Београду.